# 神奈川県弁護士会
神奈川県弁護士会（かながわけんべんごしかい、Kanagawa Bar Association）は、日本に52ある弁護士会の一つである。略称は神奈弁（かなべん）。

## 沿革
- 1880年 - 横浜代言人組合設立
- 1893年 - 弁護士法が制定され、横浜弁護士会に改称
- 2016年 - 神奈川県弁護士会に改称

## 声明
2017年3月9日、神奈川県弁護士会（三浦修会長）は、神奈川県が留保・停止した朝鮮学校の児童・生徒への学費補助を速やかに実施するよう求める声明を出した。

## 支部
- 川崎支部 〒210-0007 川崎市川崎区駅前本町3-1 NOF川崎東口ビル11階
- 県西支部 〒250-0012 小田原市本町1-4-7 朝日生命小田原ビル2階
- 横須賀支部 〒238-0015 横須賀市田戸台3 横浜地方裁判所横須賀支部内
- 相模原支部 〒252-0236 相模原市中央区富士見6-11-17 神奈川県弁護士会相模原支部会館

## 法律相談センター
- 関内本部法律相談センター 〒231-0021 横浜市中区日本大通9 神奈川県弁護士会館1階
- 横浜駅東口法律相談センター 〒220-0011 横浜市西区高島2-18-1 そごう横浜店6階
- 川崎法律相談センター 〒210-0007 川崎市川崎区駅前本町3-1 NOF川崎東口ビル11階
- 横須賀法律相談センター 〒238-0008 横須賀市大滝町1-21 ジュネス横須賀2階
- 海老名法律相談センター 〒243-0434 海老名市上郷485 海老名市商工会館2階
- 相模原法律相談センター 〒252-0236 相模原市中央区富士見6-11-17 神奈川県弁護士会相模原支部会館1階
- 小田原法律相談センター 〒250-0012 小田原市本町1-4-7 朝日生命小田原ビル2階
- みなとみらい法律相談所 〒220-6014 横浜市西区みなとみらい2-3-1 クイーンズタワーA14階 神奈川大学みなとみらいエクステンションセンターKUポートスクエア内
- 鎌倉家庭の法律相談所 〒248-0006 鎌倉市小町1-11-5 鎌倉婦人子供会館

## 備考
- 2012年12月4日、臨時総会で、横浜弁護士会から神奈川県弁護士会への名称変更が提案されるも、否決される。名称変更の提案は、2001年、2003年に続き、3度目。
- 2015年5月25日、通常総会において、名称変更について「神奈川」とする案と「神奈川県」とする案が提出された。「神奈川」は否決されたが、「神奈川県」が可決されたことにより、2016年4月より「神奈川県弁護士会」に改称されることが決定された。
- 作家でもある中嶋博行が所属している。